# 헤르베르트 3세 (오무아)
오무아의 헤르베르트 3세(Herbert III de Omois, 910년/913년 - 980년/985년/993년 11월 28일) 또는 베르망두아의 헤르베르트 3세(Herbert III of Vermandois), 헤르베르트 장로공(Herbert the old)는 헤르베르터 왕조 출신 오무아의 백작으로 943년부터 오무아의 백작으로 재직했다. 비외의 헤르베르트(Herbert of Vieux)로도 부른다.
아버지 헤르베르투스 2세 사후 카스트룸 테오도리히(샤토티에리)의 성곽과 요새, 수아송의 수아송 성 메다드 평신도 수도원(abbey of Saint-Médard, Soissons)을 물려받았다. 동생 로베르 1세가 죽은 뒤에는 그의 영지인 모우와 트루아 백작직을 계승하였다. 베르망두아의 백작을 계산할 때 그를 포함한다면, 그의 조카 베르망두아 백작 헤르베르트 3세는 헤르베르트 4세가 된다.

## 생애
그의 출생년대는 불분명하여 910년생 설과 912년생 설, 913년생 설, 915년생 설 등이 있다. 베르망두아와 수아송, 페로네, 생 캉탱 등의 백작 헤르베르트 2세와 서프랑크의 국왕 로베르 1세의 딸인 그의 부인 아델라 드 프랑스의 아들로 태어났다. 아버지 쪽으로는 카롤루스 왕조의 프랑크 왕국의 군주 샤를마뉴 대제의 손자인 랑고바르드의 왕 베른하르트 1세의 후손이 된다.
938년 아버지 헤르베르트 2세가 위그 르 그랑 등과 손잡고, 서프랑크의 국왕 루이 4세 투르트메르와 싸울 때는 아버지의 편에 서 있었다. 이후에는 모계로 아저씨뻘이 되는 위그 르 그랑과 동맹을 맺었다. 이때 독일의 오토 1세 역시 루이 4세 투르트메르가 로렌의 영유권을 주장하자, 이들을 지원했다. 941년에 아버지 헤르베르트 2세가 위그 르 그랑과 손잡고 다시 루이 4세를 공격할 때는 가담하지 않고, 거리를 두었다. 943년 2월 23일 아버지 헤르베르트 2세가 생캉탱에서 처형되었을 때, 그와 그의 형제들은 유산 상속을 놓고 3년간 결정내리지 못했다. 위그 르 그랑이 나서서 이들 형제들의 유산분할을 중재하였다.
그의 아버지가 사형선고를 받고 죽은 943년 오무아(샤토-티에리의 주변 지역) 백작직을 물려받았고, 샤토티에리의 요새와 수아송 성 메다르드 수도원을 넘겨받았다. 952년부터 헤르베르트와 로베르는 루이 4세와 위그 르 그랑이 대립할 때 위그 르 그랑을 지지했다. 
952년 위그 르 그랑이 루이 4세를 상대로 전쟁을 할 때는 동생 로베르를 도와 마른강변 일대를 방어하였다.
954년 로테르 3세로부터 트루아의 팔라틴 백작에 임명되었다.
967년 혹은 968년 8월 동생인 로베르가 죽은 뒤에는 그에게 상속권을 가진 자손이 있었음에도 불구하고, 헤르베르트가 모우백작령과 트루아 백작령, 비외(Vieux), 에페르네 사이의 마른(Marne) 계곡을 신속히 점령했고, 트루아 백작직 및 에페르네 일대의 영지도 차지하였다. 일설에는 이 영지들은 그가 아버지 헤르베르투스 2세에게서 직접 물려받은 것이라는 설도 있다. 상파뉴 지역은 같은 이름의 조카 헤르베르트와 공동으로 소유했다.
967년 다시 팔츠 그라프(팔라핀 백작)에 임명되었고, 랭스 백작에도 임명되었다.
967년부터는 상파뉴 카운티를 조카 헤르베르트 4세와 함께 차지하였다. 980년 혹은 985년/ 990년 11월 28일에 사망하여 라니(Lagny, 현. 라늬슈흐마흔느(Lagny-sur-Marne))에 매장되었다고 하나 정확한 매장지는 알려져 있지 않다. 자녀의 존재 여부, 자녀 수는 불분명하나 로틸드(Rothilde), 아그네스(Agnes)라는 이름의 딸이 있었다 한다. 이들의 행적은 알려진 것이 없다.

### 사후
그의 아들 스테판은 일찍 죽었으며, 남자 자손을 두지 못했다. 딸 아그네스는 행적이 미상이다. 헤르베르트 3세의 사후 그의 영토와 재산은 서프랑크의 왕 로테르 3세에 의해 외조카인 블루아 백작 오도 1세와 친조카 헤르베르트 4세, 아달베르트 2세 등에게 각각 분할, 상속되었다.
생 메다르드의 수도원과 랭스의 영지는 외조카 블루아 백작 오도 1세에게로 갔고, 그밖의 영지와 재산은 여동생 리트가르트(Ledgard)의 다른 아들들에게 넘어갔다.

## 가계
- 할아버지 헤르베르트 1세
- 아버지 헤르베르트 2세
- 어머니 느스트리아의 아델라, 서프랑크 왕 로베르 1세의 딸, 외드의 조카딸
  - 형 : 외드 베르망두아
  - 형 : 아달베르트 1세
  - 누나 : 아델라 드 베르망두아
  - 동생 : 로베르 1세(Robert de Vermandois, 920년 - 966년/968년 8월 29일)
  - 여동생 : 리우트가르트(Luitgarde de Vermandois, 914년 - 977년/978년 2월 9일)
  - 매부 : 윌리엄 1세 롱스워드(William I de Normandy), 그의 종조부 피핀 3세의 딸 발루아의 포파의 아들, 자녀 없음
  - 매부 : 블루아의 테오도발트 1세(Theobald I de Blois)
    - 외조카 : 테오도발트(Theodobald, 962년 사망)
    - 외조카 : 위그(Hugh, 985년 사망), 부르주 대주교
    - 외조카 : 오도(Odo, 995년 사망), 블루아 백작
    - 외조카딸 : 엠마(Emma, 1004년 사망), 아키텐의 윌리엄 4세와 결혼

  - 동생 : 위그, 랭스대주교
  - 동생 : 가이 1세

- 부인 : 이름 미상
  - 딸: 로틸드(Rothilde, c.a 935년 ~ ?)
  - 딸 : 아그네스(Agnes)
- 부인 : 에드지푸?

- 고모이자  외할머니 : 베아트릭스
- 고모부이자 외할아버지 로베르 1세
  - 고종사촌이자 외삼촌 위그 르 그랑, 위그 카페의 아버지

## 참고 문헌
- Christian Settipani, La Préhistoire des Capétiens (Nouvelle histoire généalique de l' auguste maison de France, 1 권), é. Patrick van Kerrebrouck, 1993 ( ISBN 2-9501509-3-4 )
- René Poupardin, I regni carolingi (840-918), in «Storia del mondo medievale», vol. II, 1999, pp. 583–635
- Louis Halphen, Francia: gli ultimi Carolingi e l'ascesa di Ugo Capeto (888-987), in «Storia del mondo medievale», vol. II, 1999, pp. 636–661
- Christian Settipani, La Préhistoire des Capétiens (Nouvelle histoire généalogique de l'auguste maison de France, vol. 1), Villeneuve d'Ascq, éd. Patrick van Kerrebrouck, 1993, 545 p. (ISBN 978-2-95015-093-6)